# Jog-Wasserfälle
Die Jog Falls (Kannada: ಜೋಗ ಜಲಪಾತ Jōga jalapāt oder kurz ಜೋಗ Jōg) sind Wasserfälle im indischen Bundesstaat Karnataka im Distrikt Shivamogga. Der Fluss Sharavathi fällt hier 335 m in die Tiefe, damit sind die Jog Falls nach den Nohkalikai Falls die zweithöchsten freifallenden Wasserfälle Indiens. Die in vier Kaskaden herabstürzenden Wasserfälle sind eine bedeutende Touristenattraktion. Sie werden auch Gerusoppe Falls, Gersoppa Falls und Jogada Gundi genannt.
Die Jog Falls sind zwar nur die zehnthöchsten Wasserfälle Indiens, zählen aber zu den bekanntesten. Der Grund dafür ist, dass die Jog Falls im Gegensatz zu vielen anderen Wasserfällen direkt in die Tiefe fallen, ohne über Steine zu fließen oder unterbrochen zu werden. Daher können sie als die zweithöchsten freifallenden Wasserfälle Indiens bezeichnet werden. 

## Beschreibung
Der Fluss Sharavati entspringt in Karnataka bei Ambutirtha im Taluk Tirthahalli auf 730 m Höhe und fließt Richtung Nordwesten. Ein großer Teil des Flusslaufs befindet sich in den Western Ghats. Zuflüsse sind der Haridravati und der Yenne Hole. Später wendet er sich Richtung Westen, stürzt die Jog Falls hinab und fließt schließlich nach 132 km im Distrikt Uttara Kannada bei Honnovar ins Arabische Meer. Der Name Sharavati, „vom Pfeil getragen“, bezieht sich auf eine Legende, nach der der Gott Rama die Stadt Ambutirtha, bei der der Fluss entspringt, mit einem Bogenstreich schuf. 70 Dämme überqueren den Fluss, von denen kleine Kanäle abgehen, die insgesamt 42 km lang sind.

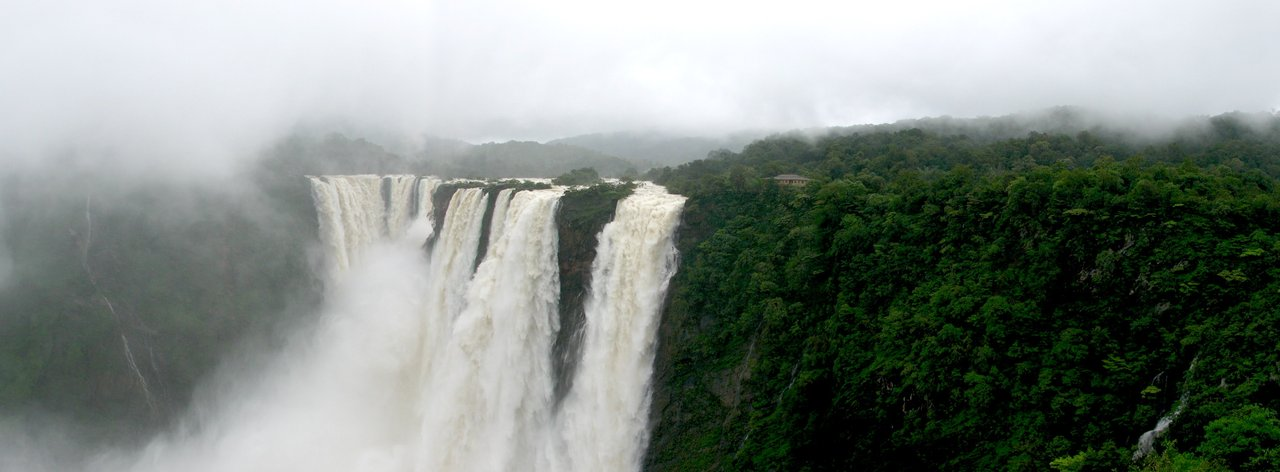
Jog Falls während des Monsuns

Die Gersoppa Falls oder Jog Falls (Jog bedeutet Wasserfall) sind die größte Naturschönheit Karantakas und die beeindruckendsten Wasserfälle Indiens. Der Sharavati, der über ein sehr steiniges, über 200 m breites Flussbett fließt, stößt hier auf eine gewaltige, 290 m tiefe Schlucht. Die Wasserfälle sind von üppiger tropischer Vegetation umgeben. Das Wasser fällt in vier klar abgegrenzten Kaskaden in ein großes Wasserbecken. Die Kaskaden heißen (von links nach rechts) 
- Raja Fall (der König), wegen seines würdevollen und erhabenen Charakters
- Roarer (der Tosende): Dieser Strom kommt aus einer Steinmasse und ist ungeheuer laut.
- Rocket (Rakete): Besteht aus einer sehr großen Wassermasse, die in hoher Geschwindigkeit durch eine kleine Öffnung geschossen kommt.
- Rani (die Königin, auch Lady oder Weiße Dame genannt): Das Wasser strömt in einem sich windenden, wirbelnden Strom hinab, der an die Bewegungen einer Tänzerin erinnert.

Der Raja Fall stürzt in einer einzigen Wassersäule 250 m hinab. Auf halbem Weg begegnet er dem Roarer, der sich in ein riesiges Becken ergießt und dann in einem Winkel von 45 Grad zum Raja Fall fließt. Der Rocket schießt in mehreren Wasserstrahlen nach unten und der Rani gleitet ruhige und in Schaummassen gehüllt über den Berghang.

## Bedeutung
6 km von den Jog Falls entfernt erstreckt sich der 2,4 km lange Linganmakki-Staudamm über den Sharavathi. Das Wasserkraftwerk, das seit 1949 in Betrieb ist und eine Kapazität von 120 MW hat, ist eines größten Wasserkraftwerke Indiens und ist heute eine wichtige Stromquelle für Karnataka. Bis 1960 staute der Hirebhaskara-Damm das Wasser für das Kraftwerk. 1964 wurde der Linganmakki-Damm über den Fluss gebaut und zur Stromerzeugung genutzt, der alte Hirebhashara-Damm wird seitdem nicht mehr genutzt.

## Veränderungen der Wassermenge durch den Linganmakki-Staudamm
Vor dem Beginn des Monsuns, wenn im Linganmakki-Stausee wenig Wasser und alles Wasser hinter dem Staudamm zur Stromerzeugung genutzt wird, ist, führt der Sharavathi kaum Wasser und wird nur von Regenwasser gespeist. Die Jog Falls sind dann nur ein spärliches Rinnsal. Während des Monsuns und in der Zeit danach sind die Jog Falls am wasserreichsten und voluminösesten. Die beste Zeit für einen Besuch ist von August bis Dezember, dann führen die Jog Falls die größte Wassermenge. Im Winter ist die Sicht besonders gut. Während des Monsuns 2007 musste der Linganmakki-Staudamm wegen der schweren Regenfälle geöffnet werden. Dies führte dazu, dass die Jog Falls besonders beeindruckend waren, aber auch zur Überflutung mehrerer Dörfer unterhalb der Fälle.

## Galerie

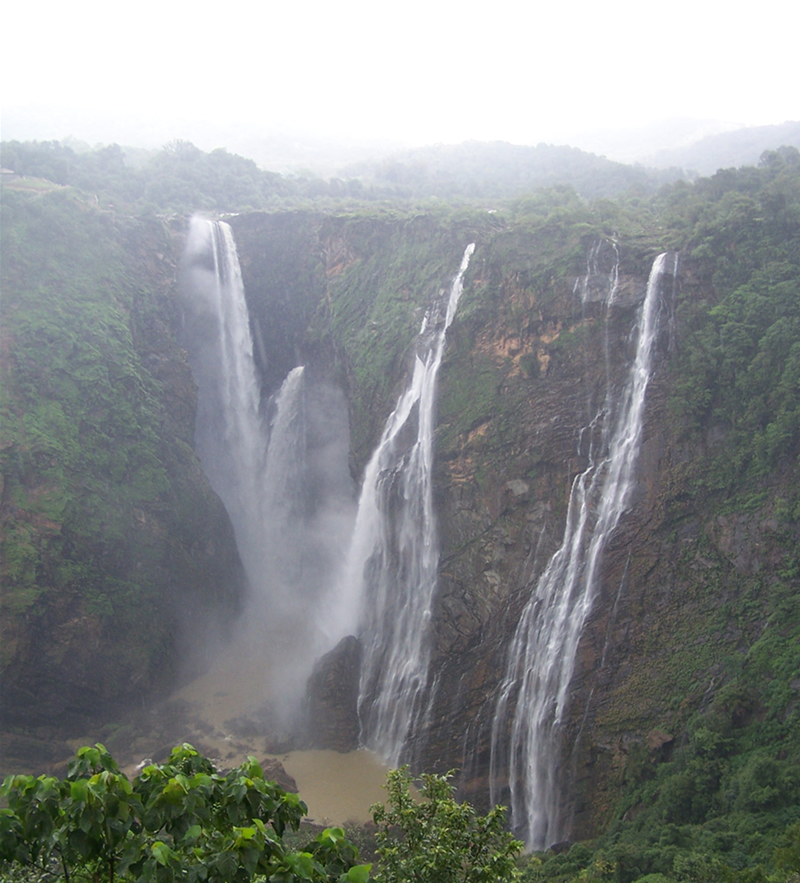
Jog Falls zu Beginn des Monsuns
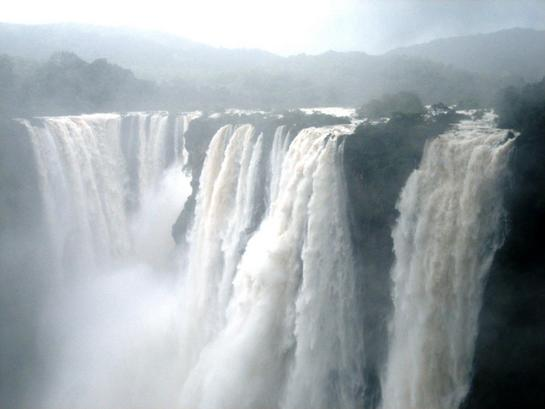
Jog Falls während des Monsuns
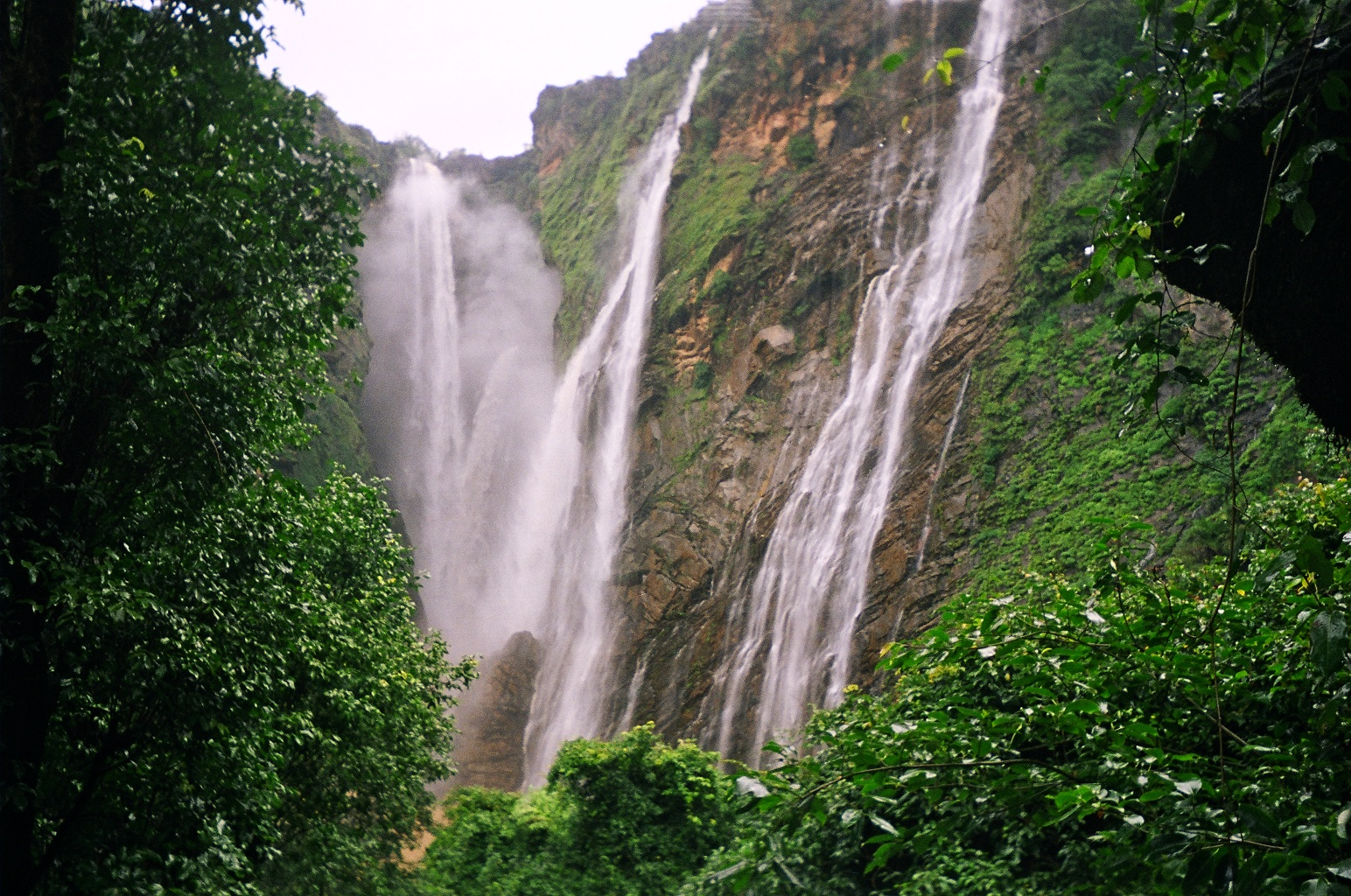
Jog Falls von unten